# Peromyscus hooperi
Peromyscus hooperi is een zoogdier uit de familie van de Cricetidae. De wetenschappelijke naam van de soort werd voor het eerst geldig gepubliceerd door Lee & Schmidly in 1977.